# Baihar
Baihar là một thị xã và là một nagar panchayat của quận Balaghat thuộc bang Madhya Pradesh, Ấn Độ.

## Địa lý
Baihar có vị trí 22°06′B 80°33′Đ / 22,1°B 80,55°Đ Nó có độ cao trung bình là 567 mét (1860 foot).

## Nhân khẩu
Theo điều tra dân số năm 2001 của Ấn Độ, Baihar có dân số 15.400 người. Phái nam chiếm 51% tổng số dân và phái nữ chiếm 49%. Baihar có tỷ lệ 67% biết đọc biết viết, cao hơn tỷ lệ trung bình toàn quốc là 59,5%: tỷ lệ cho phái nam là 75%, và tỷ lệ cho phái nữ là 58%. Tại Baihar, 14% dân số nhỏ hơn 6 tuổi.